# Otlica
Otlica je naselje na obrobju Trnovskega gozda nad severozahodnim robom Vipavske doline, ob cesti Predmeja-Col v Občini Ajdovščina. Naselje sestavljajo posamezni zaselki: Cerkovna vas, Kitajska, Kurja, Sibirija in posamezne okoliške kmetije. Otlica je dolga približno 3 km. Vaščani ime svojega kraja izgovarjajo kot [wtlca].
Otlica je znana predvsem po naravni znamenitosti, kraškem naravnem mostu, imenovanem Otliško okno (približna višina je 12 m, v najširšem delu pa meri do 7 m). Po tej »votli gori«, skozi katero je moč videti Vipavsko dolino, je naselje dobilo ime »Otlica«. Leta 2004 je gradbenik Damjan Popelar v bližini otliškega okna izdelal kamnito spiralo, imenovano polž.
Javne ustanove na Otlici so osnovna šola, cerkev, zadružni dom, dvorana, okrepčevalnica, idr. Osnovno šolo na Otlici obiskujejo otroci s treh vasi (tj. Otlica, Predmeja in Kovk). Med 2. svetovno vojno je bilo naselje pogosto strateško izhodišče enot 9. korpusa NOVJ, pa tudi prizorišče bojev v letih 1943-1945. Univerza v Novi Gorici je na Otlici leta 2005 postavila lidarski observatorij, namenjen zaznavanju aerosolov.

## Prebivalstvo
Etnična sestava 1991:
- Slovenci: 321 (98,7 %)
- Neznano: 2
- Neopredeljeni: 2